# Клетки (Лотошинский район)
Клетки — деревня в Лотошинском районе Московской области России.
Относится к городскому поселению Лотошино, до реформы 2006 года относилась к Кировскому сельскому округу. Население — 0 чел. (2010).

## География
Расположена в северо-восточной части городского поселения, примерно в 7 км к северо-востоку от районного центра — посёлка городского типа Лотошино. Соседние населённые пункты — деревни Павловское и Рождество.

## Исторические сведения
По сведениям 1859 года — деревня Татьянковской волости Старицкого уезда Тверской губернии (Ново-Васильевский приход) в 55 верстах от уездного города, на возвышенности, с 19 дворами, 2 прудами, 5 колодцами и 107 жителями (52 мужчины, 55 женщин).
В «Списке населённых мест» 1862 года Клетки — владельческое сельцо 2-го стана Старицкого уезда по Волоколамскому тракту, с 18 дворами и 141 жителем (66 мужчин, 75 женщин).
В 1886 году — 20 дворов и 124 жителя (63 мужчины, 61 женщина).
В 1915 году насчитывалось 23 двора, а деревня относилась к Федосовской волости.
С 1929 года — населённый пункт в составе Лотошинского района Московской области.

## Население
| 1859 | 1886 | 2002 | 2006 | 2010 |
| ---- | ---- | ---- | ---- | ---- |
| 141  | ↘124 | ↘2   | ↘0   | →0   |

## Достопримечательности
- Комплекс общественных зданий, включающий больницу и школу. Памятник архитектуры начала XX века[11].